# 片野彦二
片野 彦二（かたの ひこじ、1928年4月5日 - 2012年10月17日）は、日本の経済学者。
愛知県生まれ。1952年名古屋大学経済学部卒、神戸大学経済経営研究所助手、1957年助教授、1970年「発展途上国における最適成長径路の決定に関する研究」で神戸大学経済学博士。1971年神戸大学助教授、1991年定年退官、名誉教授、名古屋学院大学教授。2000年退任。専門は国際経済学。

## 著書
- 『生産と分配に対する貿易効果の分析』神戸大学経済経営研究所 1961
- 『インドにおける経済計画の理論』アジア経済研究所 1966
- 『経済計画と最適成長 発展途上国の経済計画理論』千倉書房 1969
- 『発展途上国における最適援助必要額の推計 インドの事例』アジア経済研究所 1970
- 『援助必要額の推計 パキスタンの事例』アジア経済研究所 1971
- 『アジア諸国の社会資本 医療・教育施設拡充必要度の推計』アジア経済研究所 1973
- 『教育に関する直接社会費用の推計 タイの事例』アジア経済研究所 1975
- 『ASEANと日本経済』アジア経済研究所,アジアを見る眼 1977
- 『破局からの脱出 世界経済を動かす日本へ』ダイヤモンド社 1977
- 『エネルギー小国日本の活路 迫られる中成長経済への移行』ダイヤモンド社 1979

### 編著
- 『経済統合理論の系譜』編 アジア経済研究所 アジアを見る眼 1970

### 翻訳
- Staffan Burenstam Linder『発展途上国の貿易と貿易政策』藤井茂監訳 池本清,村上敦共訳 日本評論社 1968